# Dơi đánh bom

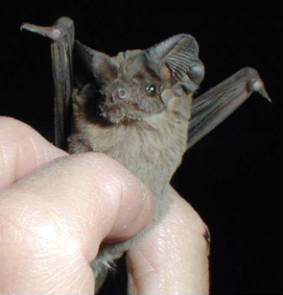
Loài dơi Tadarida brasiliensis

Dơi đánh bom (Bat bomb) là những con dơi được sử dụng để đem theo chất nổ nhằm tấn công vào những cứ điểm nhất định. Loài dơi được nuôi, huấn luyện mang theo bom phổ biến là loài Tadarida brasiliensis. Chúng là một phần của một thí nghiệm động vật trong Thế chiến II để đào tạo ra một đội quân động vật chuyên đánh bom tự sát, bắt nguồn từ việc Mỹ từng có ý định biến dơi thành những quả bom sống thả xuống Nhật nhằm trả đũa vụ tập kích Trân Châu Cảng, nhưng thí nghiệm này chưa thành công.

## Ý tưởng
Sau trận Trân Châu Cảng, một bác sĩ phẫu thuật nha khoa đã đề nghị gắn những quả bom lửa nhỏ vào các con dơi. Việc này nhằm tạo ra hàng ngàn ngọn lửa nhỏ khắp các thành phố của Nhật Bản khi những con dơi này bay tới đậu dưới mái của các tòa nhà. Lytle Adams đã đề xuất ý tưởng gắn thuốc nổ lên thân những con dơi rồi dùng máy bay thả xuống Nhật Bản, biến chúng thành những "quả bom tự sát" gieo rắc kinh hoàng. Ý tưởng này được Tổng thống Roosevelt cho phép. Ủy ban Nghiên cứu Quốc phòng Mỹ quyết định triển khai dự án tối mật có mật danh Dự án X-Ray, quy tụ các chuyên gia quân sự, kỹ sư và sinh học hàng đầu của nước này nhằm chế tạo quả bom đủ nhỏ để gắn trên mình dơi và huấn luyện chúng tuân theo mệnh lệnh.

## Thí nghiệm

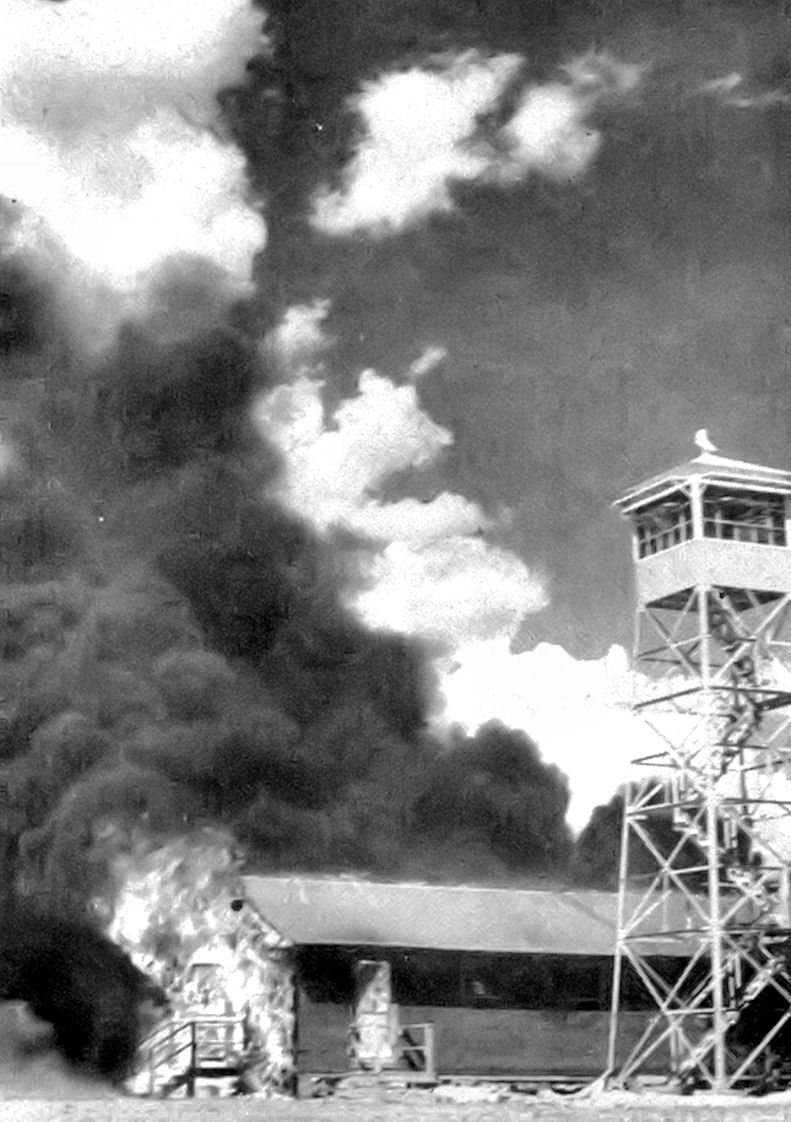
Một sự cố thí nghiệm dơi đánh bom ở Mỹ

Mỹ cử một nhóm chuyên gia sinh học đến các hang miền tây nam nước Mỹ, nơi có hàng triệu con dơi trú ngụ, các chuyên gia quân sự bắt tay vào việc chế tạo một quả bom nhỏ để chúng mang trên mình. Để gắn bom lên dơi, các kỹ sư quyết định cho chúng vào tủ lạnh để khiến chúng rơi vào trạng thái gần như mất nhận thức để dễ dàng xử lý. Các khối thuốc nổ bé xíu được buộc bằng dây vào thân dơi, với kỳ vọng rằng lũ dơi sẽ cắn đứt dây và khiến quả bom rơi xuống phát nổ. Việc tính toán thời gian để làm ấm lũ dơi rất khó khăn. Thử nghiệm ban đầu với các khối thuốc nổ giả cho thấy lũ dơi nhanh chóng lao xuống đất vì nhiệt độ tăng không đủ nhanh, hoặc nhanh chóng bay mất trước khi được gắn thuốc nổ vì hồi nhiệt quá nhanh.
Sau đó bắt đầu thử nghiệm thiết bị nổ chuyên dụng. Tuy nhiên, nỗ lực này thất bại khi lũ dơi gây ra một trận hỏa hoạn thảm họa. Những con dơi mang thuốc nổ thật đã bay lung tung và kích nổ, gây ra đám cháy phá hủy tháp điều khiển, doanh trại và một số tòa nhà khác ở Carlsbad, bang New Mexico, nơi dự án triển khai. Hai con dơi tự sát bay xuống gầm xe của một tướng quân đội trước khi phát nổ, thổi bay chiếc xe này. Do đây là dự án tối mật, lính cứu hỏa dân sự không được phép vào căn cứ để chữa cháy, khiến hỏa hoạn lan rộng và thiêu rụi hầu hết các tòa nhà. Nhiều con dơi bất hợp tác đơn giản đã thả mình rơi như đá hoặc bay mất, dù quân đội Mỹ sử dụng tới 6.000 động vật có vú này trong các thí nghiệm của họ. 

## Kết quả
Hải quân Mỹ đã tiêu tốn 2 triệu USD sau khi xúc tiến kế hoạch và cuối cùng đã phải bỏ cuộc. Năm 1944, dự án bị hủy sau khi ngốn hơn một triệu USD ngân sách quốc phòng mà không đem lại kết quả khả quan. Tuy nhiên, các quả bom dơi rốt cuộc đã tìm được cách trở thành mồi lửa, thiêu rụi một ngôi làng của Nhật, một nhà chứa máy bay của quân đội Mỹ và xe hơi của một vị tướng. Ngày nay, các nhà khoa học thuộc Lầu Năm góc đang nghiên cứu các cơ chế bay của dơi với hy vọng có thể tìm thấy cảm hứng cho những thiết kế máy bay và robot do thám trong tương lai.